# Florindo
Florindo  è un nome proprio di persona italiano maschile.

## Varianti
- Femminili: Florinda[1][2]

## Origine e diffusione
Si tratta, probabilmente, di un derivato o di una forma elaborata del nome Flora. La sua diffusione è stata promossa principalmente, a partire dal Cinquecento, dalla commedia dell'arte goldoniana, nella quale "Florindo" e "Florinda" sono tra i nomi più usati per i personaggi degli innamorati e, specie al femminile, è apparso anche fuori dall'Italia dal Seicento in poi, in opere quali Il giramondo di Aphra Behn (1677), Rodrigo e Florindo di Händel (1707 e 1708) e Roderick, the Last of the Goths di Robert Southey (1814); ulteriore spinta alla diffusione del nome nel Bel Paese è venuta dall'opera lirica di Mascagni del 1901 Le maschere, che include un personaggio così chiamato.
Secondo dati pubblicati negli anni 1970, il nome contava circa 5.500 occorrenze in Italia per la forma maschile, e altre 1.400 circa per quella femminile.

## Onomastico
Nessun santo ha mai portato il nome Florindo, che è quindi adespota; l'onomastico può essere festeggiato eventualmente il 1º novembre, festa di Ognissanti.

## Persone
- Florindo Andreolli, tenore italiano
- Florindo Bearzotti, calciatore argentino
- Florindo Cervini, calciatore italiano
- Florindo D'Aimmo, politico italiano
- Florindo Longagnani, arbitro di calcio italiano

### Variante Florinda

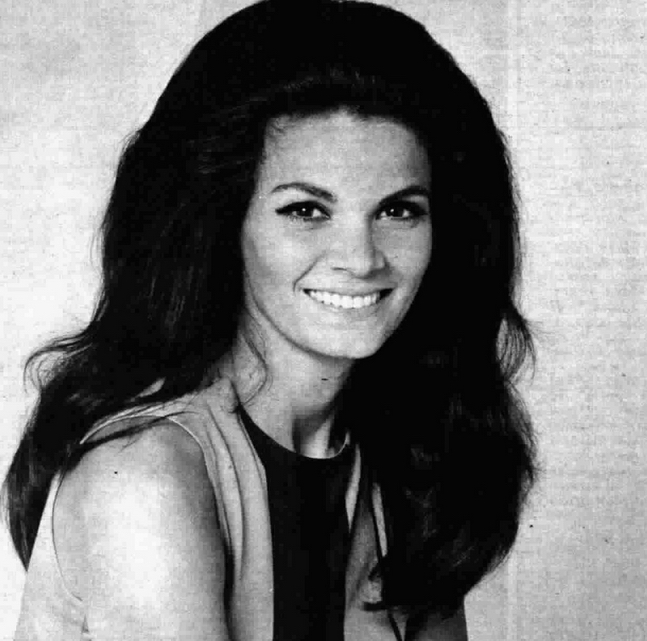
Florinda Bolkan

- Florinda Andreucci, maratoneta e mezzofondista italiana
- Florinda Bolkan, attrice brasiliana
- Florinda Bortolami, cestista italiana
- Florinda Cambria, filosofa, traduttrice e saggista italiana